# Georg Gerle
Georg Gerle (* um 1520 in Immenthal; † 1591 in Innsbruck)  war ein aus dem Allgäu stammender Lautenmacher.

## Leben und Werk
Georg Gerle stammt aus einer Allgäuer Familie von Instrumentenbauern. 1548 erhielt er das Bürgerrecht in Füssen, das damals ein Zentrum des Lautenmacherhandwerks im Allgäu war. Er war Gründungsmitglied der Instrumentenmacherzunft in Füssen. 1569 wurde er Kalkant und Instrumentenbauer am Hof Ferdinands II. in Innsbruck. Möglicherweise war er zuvor in derselben Funktion in Prag tätig. Gerle hatte mehrere Söhne, Melchior folgte 1589 seinem Vater als Hoflautenmacher nach und blieb auch nach der Auflösung des Hofes 1596 in Innsbruck. Georg wurde 1583 Kalkant am Innsbrucker Hof und lebte später in Füssen und Immenstadt. Ein Jacob ist 1585 in Graz nachweisbar.
In der Sammlung alter Musikinstrumente des Kunsthistorischen Museums Wien befindet sich eine aus der Ambraser Kunst- und Wunderkammer stammende Elfenbeinlaute von Georg Gerle. Die Decke als klangbestimmender Teil ist aus Nadelholz gefertigt und mit einer geschnitzten Rosette verziert. Wie in der Renaissancezeit üblich, ist sie mit fünf doppelchörigen und einer einfachen Saite besaitet. Die Laute zeigt Gerle als Lautenmacher von höchstem Niveau.